# Морис, Чарльз
Чарльз Джон Мо́рис (англ. Charles John Morice; 27 мая 1850 — 17 июня 1932) — английский футболист, нападающий. Один из участников первого в истории матча футбольных сборных в составе сборной Англии.

## Биография
Чарльз Морис родился в Лондоне в семье Чарльза Уолтера Мориса и Софии Морис (в девичестве Левин). Окончил лондонскую школу Харроу.
После окончания школы выступал за футбольные клуб «Харроу Чекерс» и «Барнс». 30 ноября 1872 года сыграл в первом официально признанном матче национальных сборных в составе сборной Англии против сборной Шотландии, который завершился со счётом 0:0.
В дальнейшем играл за клуб «Уондерерс».
Работал на Лондонской фондовой бирже.
Был женат на Ребекке Гарнетт, имел дочь. Его правнуки Эдвард Фокс и Джеймс Фокс были известными актёрами.